# Albanien i Eurovision Song Contest 2010
Albanien valgte deres bidrag til Eurovision Song Contest 2010 gennem Festivali i Këngës, en musikkonkurrence arrangeret af den nationale tv-station RTSH. Festivali i Këngës 2009 blev afholdt over 4 aftener fra 24. december til 27. december 2009. Vinderen blev Juliana Pasha med sangen Nuk Mundem pa ty. Vindersangen er siden blevet oversat til engelsk, og har fået titlen It's all about you. Juliana skal repræsenterer Albanien i en af de to semifinaler ved ESC 2010 i Oslo, Norge.

## Festivali i Këngës 48
RTSH valgte at ændre konkurrencens regler, så showet kom til at vare over 4 dage med 2 semifinaler, en duetaften og en finale. RTSH modtog 78 bidrag til konkurrencen, og valgte 38. Disse 38 sange blev derefter opdelt i 2 grupper, ud fra hvor erfarne sangerne er. Den "Store Gruppe" var for sangere med stor erfaring, mens den "Unge Gruppe" for for nye sangere, med mindre erfaring. 
Værterne for showet var den albanske rocksanger Alban Skenderaj og den tyske tv-vært Miriam Cani. 

### Den Store Gruppes Præsentation
Den 24. december 2009 blev det første show i Festivali i Këngës afholdt. Det var et præsentationsshow for den "store gruppe", der alle var direkte kvalificeret til finalen. 
| Nr | Artist                        | Sang                        | Kompositør - Tekstforfatter               |
| -- | ----------------------------- | --------------------------- | ----------------------------------------- |
| 1  | Anjeza Shahini                | "Në pasqyrë"                | Sokol Marsi, Sokol Marsi & Jorgo Papingji |
| 2  | Teuta Kurti                   | "Mall i pashuar"            | Faton Dolaku, Pleurat Kurti               |
| 3  | Claudio La Regina             | "Ave Maria"                 | Scaravaglione                             |
| 4  | Kamela Islami                 | "Gjëra të thjeshta"         | Kristi Popa, Florion Zyko                 |
| 5  | Bojken Lako & Banda Adriatica | "Love Love Love"            | Bojken Lako                               |
| 6  | Pirro Çako                    | "Një tjetër jetë"           | Pirro Çako, Ardit Gjebrea                 |
| 7  | Dorina Garuci                 | "Sekreti i dashurisë"       | Klodian Qafoku, Arben Duka                |
| 8  | Juliana Pasha                 | "Nuk mundem pa ty"          | Ardit Gjebrea, Pirro Çako                 |
| 9  | Denisa Macaj                  | "Aria"                      | Adrian Hila, Pandi Laço                   |
| 10 | Erga Halilaj                  | "Party"                     | Dorian Nini, Adrian Nini                  |
| 11 | Era Rusi                      | "Fjalë dhe gjunjë"          | Arsen Nasi, Pandi Laço                    |
| 12 | Flaka Krelani                 | "Le të bëhet çfarë të dojë" | Edmond Zhulali, Jorgo Papingji            |
| 13 | Mariza Ikonomi                | "Vazhdoj këndoj"            | Mariza Ikonomi                            |
| 14 | Erti Hizmo & Lindita Halimi   | "Nuk të dorëzohem"          | Gent Myftaraj, Pandi Laço                 |
| 15 | Guximtar Rushani              | "Gëzuar"                    | Agim Poshka, Olsa Maze                    |
| 16 | Stefi & Endri Prifti          | "U dogja mrekullisht"       | Stefi Prifti, Marina Prifti               |
| 17 | Rovena Dilo                   | "Përtej kohës"              | Rovena Dilo                               |
| 18 | Kejsi Tola                    | "Ndonjëherë"                | Voltan Prodani, Timo Flloko               |

### Den Unge Gruppes semifinale
Den 25. December 2009 blev den unge gruppes semifinale afholdt. Ud af 18 sange skulle 2 sange sendes videre til finalen af en fagjury. De to sangere der gik videre fra den unge gruppe var Goldi Halili og Iris Hoxha.
| Nr | Artist                           | Sang                        | Komponist - Tekstforfatter    |
| -- | -------------------------------- | --------------------------- | ----------------------------- |
| 1  | Stefan Marena                    | "Retë s'na ndajnë"          | Roland Guli, Meri Guli        |
| 2  | Brikena Asa                      | "Sa dua unë"                | Gjergj Jorgaqi                |
| 3  | Onanta Spahiu                    | "Dashurisë i erdhi vjeshta" | Renuar Nimani, Arjan Kadare   |
| 4  | Jona Koleci                      | "Stinë dashurië"            | Mark Luli, Olda Toqi          |
| 5  | Nazmie Selimi                    | "Mendohu dhe njëherë"       | Alfred Kaçinari               |
| 6  | Goldi Halili                     | "Tirana Brodway"            | Agim Krajka, Goldi Halili     |
| 7  | Iris Hoxha                       | "Zërin tim ta ndjesh"       | Edmond Rrapi, Ledi Shqiponja  |
| 8  | Supernova                        | "Gabimi"                    | Briz Musaraj, Arjan Aliko     |
| 9  | Ardita Tusha                     | "Je larg"                   | Edmond Mancaku                |
| 10 | Selina Prelaj                    | "Të dy e dimë"              | Selina Prelaj, Agim Doçi      |
| 11 | Vitmar Basha                     | "Një tjetër jetë"           | Vitmar Basha                  |
| 12 | Lutus                            | "Botë pa sy"                | Endrit Shani, Kristi Ndrio    |
| 13 | Kelly                            | "Ajo"                       | Florian Carkanj               |
| 14 | Dorina Toçi                      | "Një fjalë të ngrohtë"      | Petrit Tërkuçi, Demir Gjergji |
| 15 | Borana Kalemi                    | "Ti"                        | Borana Kalemi, Anila Jole     |
| 16 | Amanda Ujkaj & Violeta Lulgjuraj | "Vitet më të bukura"        | Luigj Dedvukaj, Sokol Marci   |
| 17 | Yje të panjohur                  | "Si dy të huaj"             | Florian Zyka                  |
| 18 | Çlirim Leka                      | "Nëna ime"                  | Çlirim Leka                   |

### Duetrunden
Den 26. december 2009 blev duetrunden afholdt. Her blev de 20 finalesange fremført på en ny måde og som duet med en anden kunstner. 
| Nr | Artist                                     | Sang                        | Komponist - Tekstforfatter                |
| -- | ------------------------------------------ | --------------------------- | ----------------------------------------- |
| 1  | Iris Hoxha & Kelly                         | "Zërin tim ta ndjesh"       | Edmond Rrapi, Ledi Shqiponja              |
| 2  | Guximtar Rushani & Agim Poshka             | "Gëzuar"                    | Agim Poshka, Olsa Maze                    |
| 3  | Era Rusi & Julian Bulku                    | "Fjalë dhe gjunjë"          | Arsen Nasi, Pandi Laço                    |
| 4  | Goldi Halili & Aleksander Gjoka            | "Tirana Brodway"            | Agim Krajka, Goldi Halili                 |
| 5  | Erti Hizmo, Lindita Halimi & Redon Makashi | "Nuk të dorëzohem"          | Gent Myftaraj, Pandi Laço                 |
| 6  | Mariza Ikonomi & Vedat Ademi               | "La, la, la"                | Mariza Ikonomi                            |
| 7  | Kejsi Tola & Voltan Prodani                | "Ndonjëherë"                | Voltan Prodani, Timo Flloko               |
| 8  | Claudio La Regina & Franco Scaravaglione   | "Ave Maria"                 | Scaravaglione                             |
| 9  | Erga Halilaj, Adrian Nini & Ronela Hajati  | "Party"                     | Dorian Nini, Adrian Nini                  |
| 10 | Teuta Kurti & Malda Susuri                 | "Mall i pashuar"            | Faton Dolaku, Pleurat Kurti               |
| 11 | Dorina Garuci & Dr. Flori                  | "Sekreti i dashurisë"       | Klodian Qafoku, Arben Duka                |
| 12 | Bojken Lako, Banda Adriatica & Ajkuna      | "Love Love Love"            | Bojken Lako                               |
| 13 | Rovena Dilo & Eranda Libohova              | "Përtej kohës"              | Rovena Dilo                               |
| 14 | Pirro Çako, Rosela Gjylbegu & Eliza Hoxha  | "Një tjetër jetë"           | Pirro Çako, Ardit Gjebrea                 |
| 15 | Denisa Macaj & Olta Boka                   | "Aria"                      | Adrian Hila, Pandi Laço                   |
| 16 | Stefi Prifti, Endri Prifti & Burn          | "U dogja mrekullisht"       | Stefi Prifti, Marina Prifti               |
| 17 | Juliana Pasha & Soni Malaj                 | "Nuk mundem pa ty"          | Ardit Gjebrea, Ardit Gjebrea & Pirro Çako |
| 18 | Anjeza Shahini & Eneida Tarifa             | "Në pasqyrë"                | Sokol Marsi, Sokol Marsi & Jorgo Papingji |
| 19 | Kamela Islami & Kristi Popa                | "Gjëra të thjeshta"         | Kristi Popa, Florion Zyko                 |
| 20 | Flaka Krelani & Jonida Maliqi              | "Le të bëhet çfarë të dojë" | Edmond Zhulali, Jorgo Papingji            |

### Finalen
Finalen i Festivali i Këngës 48 blev afholdt 27. december 2009, efter 2 præsentationsrunder og en semifinale. De 20 sange blev fremvist for tredje gang, hvorefter en fagjury valgte en vinder. Vindern blev Juliana Pasha med sangen Nuk Mundem pa ty med 133 point.
| Nr. | Artist                        | Sang                        | komponist - Tekstforfatter                | Points | Plads |
| --- | ----------------------------- | --------------------------- | ----------------------------------------- | ------ | ----- |
| 1   | Pirro Çako                    | "Një tjetër jetë"           | Pirro Çako, Ardit Gjebrea                 | 106    | 4     |
| 2   | Erga Halilaj                  | "Party"                     | Dorian Nini, Adrian Nini                  | 66     | 12    |
| 3   | Denisa Macaj                  | "Aria"                      | Adrian Hila, Pandi Laço                   | 92     | 7     |
| 4   | Rovena Dilo                   | "Përtej kohës"              | Rovena Dilo                               | 69     | 10    |
| 5   | Dorina Garuci                 | "Sekreti i dashurisë"       | Klodian Qafoku, Arben Duka                | 78     | 8     |
| 6   | Anjeza Shahini                | "Në pasqyrë"                | Sokol Marsi, Sokol Marsi & Jorgo Papingji | 118    | 2     |
| 7   | Erti Hizmo & Lindita Halimi   | "Nuk të dorëzohem"          | Gent Myftaraj, Pandi Laço                 | 66     | 12    |
| 8   | Juliana Pasha                 | "Nuk mundem pa ty"          | Ardit Gjebrea & Pirro Çako                | 133    | 1     |
| 9   | Guximtar Rushani              | "Gëzuar"                    | Agim Poshka, Olsa Maze                    | 43     | 17    |
| 10  | Kejsi Tola                    | "Ndonjëherë"                | Voltan Prodani, Timo Flloko               | 58     | 15    |
| 11  | Teuta Kurti                   | "Mall i pashuar"            | Faton Dolaku, Pleurat Kurti               | 19     | 19    |
| 12  | Flaka Krelani                 | "Le të bëhet çfarë të dojë" | Edmond Zhulali, Jorgo Papingji            | 99     | 5     |
| 13  | Bojken Lako & Banda Adriatica | "Love Love Love"            | Bojken Lako                               | 98     | 6     |
| 14  | Goldi Halili                  | "Tirana Brodway"            | Agim Krajka, Goldi Halili                 | 64     | 14    |
| 15  | Stefi & Endri Prifti          | "U dogja mrekullisht"       | Stefi Prifti, Marina Prifti               | 45     | 16    |
| 16  | Iris Hoxha                    | "Zërin tim ta ndjesh"       | Edmond Rrapi, Ledi Shqiponja              | 67     | 11    |
| 17  | Claudio La Regina             | "Ave Maria"                 | Scaravaglione                             | 17     | 20    |
| 18  | Era Rusi                      | "Fjalë dhe gjunjë"          | Arsen Nasi, Pandi Laço                    | 41     | 18    |
| 19  | Mariza Ikonomi                | "La, la, la"                | Mariza Ikonomi                            | 76     | 9     |
| 20  | Kamela Islami                 | "Gjëra të thjeshta"         | Kristi Popa, Florion Zyko                 | 116    | 3     |

## Eksterne Henvisninger
- Festivali i Këngës officielle hjemmeside Arkiveret 20. december 2008 hos  Wayback Machine (på albansk)